# Tianjin World Financial Center
Das Tianjin World Financial Center (chinesisch 天津环球金融中心, Pinyin Tiānjīn Huánqiú Jīnróng Zhōngxīn, auch 津塔,  Jīntǎ – „Tianjin Tower“, auch nur Jin Tower)  ist ein Wolkenkratzer in der chinesischen Stadt Tianjin, sowie ihr derzeit höchstes Gebäude mit einer Höhe von 337 Metern. Die Bauarbeiten wurden Ende 2010 vollständig abgeschlossen, nachdem der Baubeginn im Jahr 2007 erfolgte und die Endhöhe von 337 Metern im Januar 2010 erreicht wurde. Auf den 76 Stockwerken des Gebäudes werden ausschließlich Büroräumlichkeiten zu finden sein. Das amerikanische Architekturbüro Skidmore, Owings and Merrill entwarf das in runder Form außergewöhnliche Bauwerk.

## Galerie

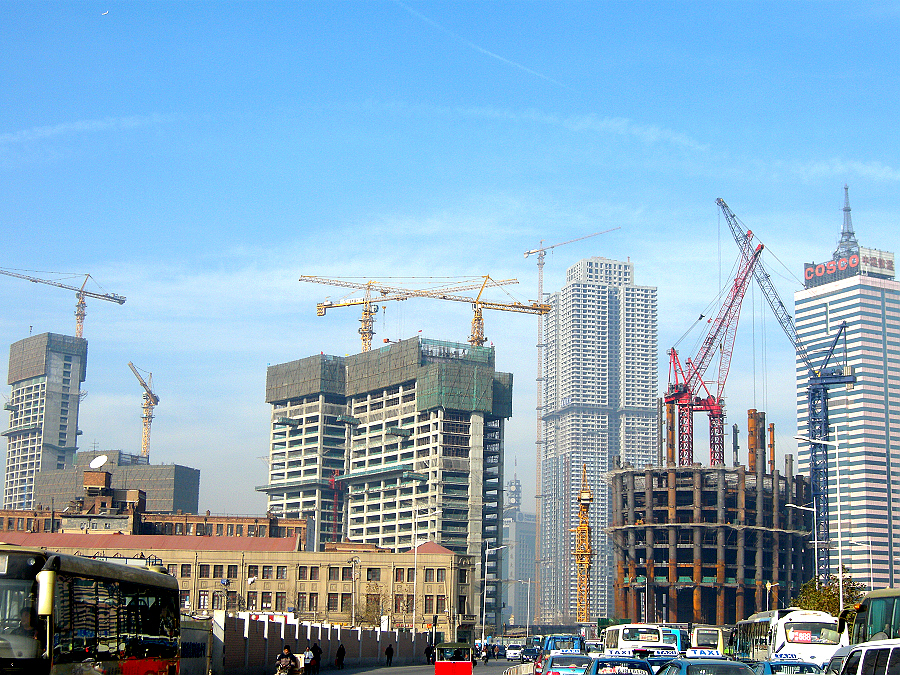
28. Nov. 2008
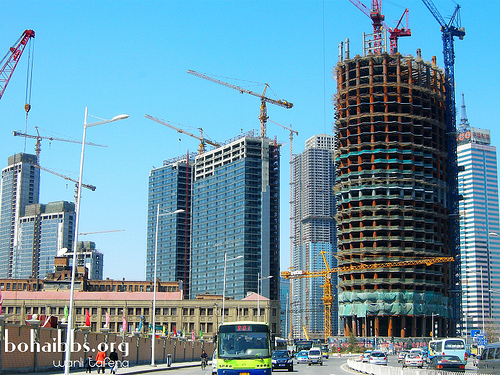
1. Apr. 2009
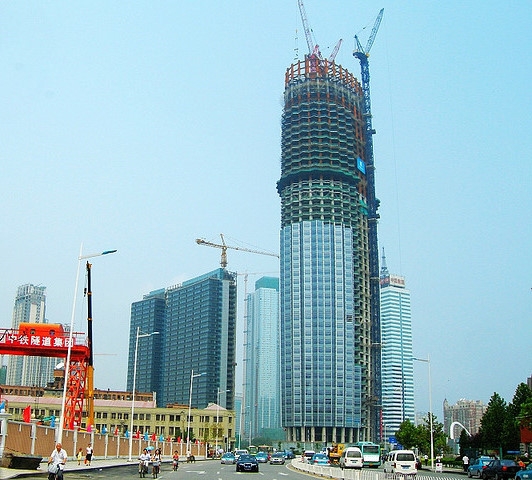
31. Jul. 2009
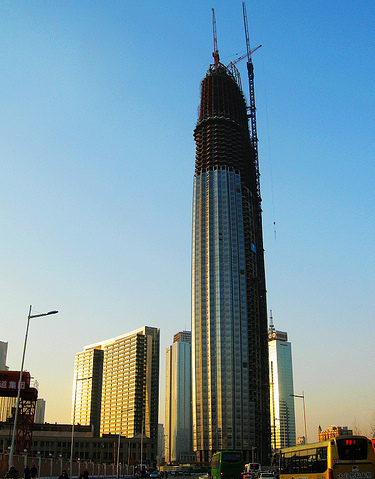
31. Dez. 2009